# Abertura numérica

A abertura numérica em relação ao ponto P depende do semi-ângulo θ do cone máximo de luz que pode entrar ou sair da lente.

Em óptica, a abertura numérica, AN (na literatura, NA, do inglês numerical aperture) de um sistema óptico é um número adimensional que caracteriza o intervalo de ângulos sobre os quais o sistema pode receber ou emitir luz. A definição exata do termo varia um pouco entre as diferentes áreas da óptica.

## Óptica geral
Na maioria das áreas da óptica, e especialmente em microscopia, a abertura numérica de um sistema óptico tal como uma lente objectiva é definido por
{\displaystyle \mathrm {AN} =n\sin \theta \;}
onde n é o índice de refração do meio no qual a lente está trabalhando (1,0 para ar, 1,33 para água pura, e acima de 1,56 para óleos), e θ é o semi-ângulo do cone máximo de luz que pode entrar ou sair das lentes. Em geral, este é o ângulo do raio marginal real no sistema. A abertura angular das lentes é aproximadamente duas vezes este valor (dentro da aproximação paraxial). A AN é geralmente medida em relação a um ponto de objeto ou imagem particular e irá variar à medida que o ponto é movido. Em microscopia, AN geralmente refere-se a uma abertura numérica de objeto-espaço salvo indicação em contrário.
Em microscopia, AN é importante porque indica o poder de resolução de uma lente. O tamanho do menor detalhe que pode ser resolvido é proporcional a λ/2AN, onde λ é o comprimento de onda da luz. Uma lente com uma abertura numérica maior irá ser capaz de propiciar a visualização de detalhes mais finos que uma lente com uma menor abertura numérica. Supondo-se qualidade óptica (difração limitada), lentes com maiores aberturas numéricas captam mais luz e irão geralmente fornecer uma imagem mais brilhante, mas darão menor profundidade de campo.
Abertura numérica é usada para definir o "tamanho de orifício" em formatos de disco óptico.

### Abertura numéricaversusnúmerof

Abertura numérica de uma lente fina.

Abertura numérica não é usada normalmente em fotografia. Em vez disso, a abertura angular de lentes (ou um espelho) é expressa pelo número f, escrito {\displaystyle f} ou {\displaystyle N}, o qual é definida como a razão da distância focal ao diâmetro da pupila de entrada:
{\displaystyle \ N=f/D}
Esta razão é relacionada a abertura numérica imagem-espacial quando a lente é focada ao infinito. Baseado no diagrama à direita, a abertura numérica imagem-espacial da lente é:
{\displaystyle \mathrm {NA_{i}} =n\sin \theta =n\sin \arctan {\frac {D}{2f}}\approx n{\frac {D}{2f}}}
assim {\displaystyle N\approx {\frac {1}{2\;\mathrm {NA_{i}} }}}, assumindo que a lente está a ser utilizada no ar ({\displaystyle n=1}).
A aproximação se mantém quando a abertura numérica é pequena, e é quase exata, mesmo em grandes aberturas numéricas, para lentes de câmera bem corrigidas. Para aberturas numéricas de menos de cerca de 0,5(números f maiores que aproximadamente 1) a divergência entre a aproximação e a expressão completa é menos que 10%. Além disso, a aproximação colapsa. Como Rudolf Kingslake explica, "É um erro comum supor que a relação [{\displaystyle D/2f} ] é realmente igual a {\displaystyle \tan \theta }, e não {\displaystyle \sin \theta } ...  A tangente seria, naturalmente, correta, se os planos principais fossem realmente planos. No entanto, a teoria completa da condição do seno de Abbe mostra que se uma lente é corrigida para aberração coma e esférica, como todos as boas objectivas fotográficas devem ser, o segundo plano principal se torna uma parte de uma esfera de raio f centrado sobre o ponto focal, ..." Neste sentido, a definição tradicional de lente fina e a ilustração de número f é enganosa, e defini-la em termos de abertura numérica pode ser mais significativo.

#### Númerofde "trabalho" ou "efetivo"
O número f descreve a capacidade de captação de luz da lente no caso em que os raios marginais do lado do objeto são paralelos ao eixo da lente. Este caso é comumente encontrado em fotografia, onde os objetos a ser fotografados estão muitas vezes longe da câmera. Quando o objeto não está distante da lente, no entanto, a imagem já não é formado no plano focal da lente, e o número f já não descreve exatamente a capacidade de captação de luz da lente, a abertura numérica do lado da imagem. Neste caso, a abertura numérica está relacionado com o que é às vezes chamado de "número f de trabalho" ou "número f efetivo". O número f de trabalho é definido pela modificação da modificando a relação acima, tendo em conta a magnificação (ampliação) do objeto à imagem:
{\displaystyle {\frac {1}{2\mathrm {NA_{i}} }}=N_{\mathrm {w} }=(1-m)\,N,}
onde {\displaystyle N_{\mathrm {w} }} é o número f de trabalho, {\displaystyle m} é a magnificação da lente para um objeto a uma determinada distância, eo NA é definido em termos do ângulo do raio marginal como antes. A magnificação aqui é tipicamente negtiva; em fotografia, o fator é algumas vezes escrito como  1 + m, onde m representa o valor absoluto da magnificação; Em qualquer caso, o factor de correção é 1 ou maior.
As duas igualdades na equação acima são cada uma tomada por vários autores como a definição de número f de trabalho, como as fontes citadas ilustram. Elas não são, necessariamente, tão exatas, mas são muitas vezes tratadas como se fossem.
A situação real é mais complicada - como Allen R. Greenleaf explica, "Iluminância varia inversamente proporcional ao quadrado da distância entre a pupila de saída da lente e a posição da placa ou filme. Porque a posição da pupila de saída é geralmente desconhecida para o utilizador de uma lente, a distância focal conjugada traseira é usada em vez daquela; o erro teórico resultante assim introduzido é insignificante com a maioria dos tipos de lentes fotográficas."
Por outro lado, a abertura numérica do lado do objeto está relacionada com o número f por meio da ampliação (tendendo a zero para um objeto distante):
{\displaystyle {\frac {1}{2\mathrm {NA_{o}} }}={\frac {m-1}{m}}\,N.}

## Física de laser
Em física de laser, a abertura numérica é definida de forma ligeiramente diferente. Feixes de laser espalhados se propagam, mas lentamente. Longe da parte mais estreita do feixe, a propagação é aproximadamente linear com a distância—o feixe de laser forma um cone de luz no "campo distante". A mesma relação dá o NA,
{\displaystyle \mathrm {NA} =n\sin \theta ,\;}
mas θ é definido de forma diferente.
Feixes de laser normalmente não têm fronteiras afiladas, como o cone de luz que passa através da abertura de uma lente faz. Em vez disso, a irradiância cai gradualmente para longe do centro do feixe. É muito comum para o feixe ter um perfil gaussiano. Físicos de laser geralmente escolhem fazer θ a divergência do feixe: o ângulo de campo distante entre a direção de propagação e a distância a partir do eixo do feixe para a qual a irradiância cai para 1/e2 vezes a irradiância total de frente de onda. O NA de um laser de feixe gaussiano é então relacionado com a sua área mínima por
{\displaystyle \mathrm {NA} \simeq {\frac {2\lambda _{0}}{\pi D}},}
onde λ0 é o comprimento de onda no vácuo da luz, e D é o diâmetro do feixe no seu local mais estreito, medido entre os pontos de irradiância 1/e2("Largura total a e−2 máximo"). Note-se que isto significa que um feixe de laser que é focado para uma pequena área vai espalhar-se rapidamente na medida que se afasta do foco, enquanto que um feixe de laser de grande diâmetro pode permanecer aproximadamente do mesmo tamanho ao longo de uma distância muito grande.

## Fibras óticas

Uma fibra multimodo de índice n_{1} com casca de índice n_{2}.

Uma fibra óptica multimodo irá somente propagar luz que entre na fibra dentro de um certo cone, conhecido como cone de aceitação da fibra. O semi-ângulo deste cone é chamado ângulo de aceitação, θmax. Para fibra multimodo de índice degrau, o ângulo de aceitação é determinado apenas pelos índices de refração do núcleo e da casca:
{\displaystyle n\sin \theta _{\max }={\sqrt {n_{1}^{2}-n_{2}^{2}}},}
onde n1 é o índice refrativo do núcleo da fibra, e n2 é o índice refrativo da casca.
Quando um raio de luz é incidente de um meio de índice refrativo n para um centro de índice n1, lei de Snell na interface meio-centro resulta
{\displaystyle n\sin \theta _{i}=n_{1}\sin \theta _{r}.\ }
Da figura acima e usando trigonometria, tem-se:
{\displaystyle \sin \theta _{r}=\sin \left({90^{\circ }}-\theta _{c}\right)=\cos \theta _{c}\ }
onde {\displaystyle \theta _{c}=\sin ^{-1}{\frac {n_{2}}{n_{1}}}} é o ângulo crítico para a reflexão interna total, dado que:
Substituindo por sin θr na lei de Snell temos:
{\displaystyle {\frac {n}{n_{1}}}\sin \theta _{i}=\cos \theta _{c}.}
Por elevar ao quadrado ambos os lados
{\displaystyle {\frac {n^{2}}{n_{1}^{2}}}\sin ^{2}\theta _{i}=\cos ^{2}\theta _{c}=1-\sin ^{2}\theta _{c}=1-{\frac {n_{2}^{2}}{n_{1}^{2}}}.}
Então,
{\displaystyle n\sin \theta _{i}={\sqrt {n_{1}^{2}-n_{2}^{2}}},}
a partir de onde a fórmula dada segue como acima.
Isto tem a mesma forma que a abertura numérica em outros sistemas ópticos, por isso tornou-se comum para definir a AN de qualquer tipo de fibra vem a ser
{\displaystyle \mathrm {NA} ={\sqrt {n_{1}^{2}-n_{2}^{2}}},}
onde n1 é o índice refrativo ao longo do eixo central da fibra. Note-se que quando esta definição é usada, a conexão entre a AN e o ângulo de aceitação da fibra torna-se somente uma aproximação. Em particular, fabricantes frequentemente referem-se a "AN" para fibra de modo único baseados nesta fórmula, mesmo que o ângulo de aceitação para fibra de modo único seja bastante diferente e não possa ser determinado a partir dos índices de refração sozinhos.
O número de modos relacionado, o volume do modo, está relacionado com a frequência normalizada e, portanto, para a AN.
Em fibras multimodo, o termo abertura numérica de equilíbrio é algumas vezes usada. Refere-se à abertura numérica em relação ao ângulo extremo de saída de um raio emergindo de uma fibra na qual a distribuição de modo de equilíbrio tenha sido estbelecida.